# Rainer Maria Rilke
Rainer Maria Rilke (Prag, 4. prosinca 1875. – Valmont, Švicarska, 29. prosinca 1926.), austrijski pjesnik.

## Životopis

### 1875. – 1902.
Rođen je kao René Karl Wilhelm Johann Josef Maria Rilke, od oca Josepha, bivšeg austrijskog časnika i činovnika jedne željezničke kompanije i majke Sophie „Phie“ rođene Entz. Nakon 1884. roditelji žive odvojeno. S majkom se seli u Beč. U prvom dječaštvu, majka ga je odgajala i odijevala kao djevojčicu, vjerojatno ne mogavši preboljeti gubitak rano umrle kćeri. Od 1882. do 1884. pohađa njemačku pučku školu kod praških pijarista.
U rujnu 1886., na očev zahtjev, pohađa nižu vojnu realku u St. Pöltenu. Te godine školovanja kasnije naziva "početnicom odvratnosti". Plašljiv, povučen i tih, ne uspijeva se prilagoditi pitomačkom vojničkom životu, premda mu u zavodu dopuštaju da se bavi i književnošću.
Na višu vojnu realku u Mährisch-Weisskirchenu prelazi 1890. Već iduće godine otpuštaju ga zbog "trajne boležljivosti". Ujesen se upisuje na trgovačku akademiju u Linzu, koju napušta u travnju 1892. te se vraća u rodni Prag. Utjecajni i imućni stric Jaroslav, odvjetnik i zastupnik u parlamentu, preuzima na se brigu oko propaloga đaka, isposluje mu stalnu potporu te ga navodi na polaganje gimnazijskih ispita. 
Zahvaljujući moralnoj i materijalnoj pomoći prve mu ljubavi Valerije von David-Rhonfeld, kćeri negdašnjega vojnog upravitelja Dalmacije Davida, 1894. uspijeva objaviti svoje prve stihove, zbirku naslova: "Život i pjesme".
Ispit zrelosti na praškoj državnoj njemačkoj gimnaziji polaže s odličnim uspjehom 1895. Objavljuje svoju drugu, neoromantičku zbirku pjesama: "Žrtva larima", u naslijeđenim heineovskim stihovima i pod utjecajem Detleva von Liliencrona. Pretežito je zaokupljena praškim slikama. Ujesen na praškom sveučilištu upisuje filozofiju, a potom pravo.
Godine 1896. pokreće povremenu publikaciju "Vodopije". Inspiriran Maeterlinckom osniva tzv. "intimni teatar" te počinje pisati drame. Objavljuje i treću zbirku lirike: "Okrunjen snom". Ujesen seli u München, upisuje na tamošnjem sveučilištu dva semestra, osobito studira povijest umjetnosti.
U ožujku 1897. putuje u Veneciju. Izlazi mu četvrta zbirka lirike: "Advent", u kojoj zaokružuje dotadašnja iskustva te se oblikuje kao pjesnik unutrašnjeg života. U svibnju se upoznaje s tada glasovitom književnicom i intelektualkom Lou Andreas-Salomé, kćeri ruskog generala, ranije Nietzscheovom a kasnije i Freudovom prijateljicom i suradnicom, autoricom knjige o Nietzscheu. Nastavlja studij u Berlinu, gdje posredstvom Lou i njezina supruga, filologa Carla Andreasa upoznaje mnoge značajne pisce (Gerharta Hauptmanna, Carla Hauptmanna, Georga Simmela, Stefana Georgea).
U proljeće 1898. polazi na studijsko putovanje po Italiji, baveći se posebno renesansnim slikarstvom.
Godine 1899. izlazi zbirka pjesama: "Meni na slavu", koju u kasnijim godinama označuje kao pravi svoj početak; zatim "Pjesan o ljubavi i smrti korneta Kristofa Rilkea", prva verzija; lirska drama "Bijela kneginja", posve u duhu zahtjeva maeterlinckovske scene; te proza: "Dvije praške priče". Od travnja do srpnja u društvu Lou i njezinog supruga putuje po Rusiji. Prima ih i Lav Nikolajevič Tolstoj. Upoznaje slikare Ilju Rjepina i Leonida Pasternaka, oca pjesnika Borisa Pasternaka, te seljačkog pjesnika Spiridona Drožina. Vrativši se u Njemačku, s najvećom marljivošću daje se na učenje ruskog jezika, književnosti i kulture, o čemu svjedoči i osam pjesama na ruskom, od kojih je šest posvećeno Lou. Prevodi Čehovljeva "Galeba", Drožinove pjesme, ulomke "Bijednih ljudi" Dostojevskoga. 
Godine 1900. Lou i Rilke sami kreću na drugo putovanje po Rusiji, od svibnja do kolovoza: Moskva, Tula, Jasnaja Poljana (ponovno ih prima Tolstoj), Kijev, duga putovanja Dnjeprom i Volgom, Nižnji Novgorod, Petrograd. Rilkeu će Rusija ostati neizbrisivim doživljajem, koji će naći svog izraza osobito u zbirci "Časoslov". Na dan prispjeća u Berlin prihvaća poziv prijatelja slikara Heinricha Vogelera da posjeti slikarsku koloniju Worpswede kod Bremena. Donjosaski krajolici bitno određuju njegovu liriku. U Worpswedeu intimno upoznaje dvije prijateljice, slikaricu Paulu Becker i kiparicu, Rodinovu učenicu Claru Westhoff. Objavljuje prozu "O dragom Bogu i ostalo".
Ženi se Clarom Westhoff 28. travnja 1901. u Bremenu, a 12. prosinca iste godine rađa se kći Ruth. Bračni par povlači se, predan umjetnosti, u obližnje selo Westerwede. Rilke zarađuje pišući novinske članke o književnosti, likovnim umjetnostima i kazalištu u "Bremer Tagebuchu". 
Nastaju: drama u dva čina: "Dnevni život" te proza: "Posljednji". U srpnju 1902. izlazi "Slikovnica", prvi veliki Rilkeov pjesnički uspjeh, koji ga čini poznatim i značajnim. Početkom ljeta provodi mjesec dana u pokrajini Holstein blizu Danske, u dvorcu Haseldorf. Duboko ga se doima sjevernjačko ozračje. Odatle 28. lipnja upućuje prvo svoje pismo Rodinu, u kojemu naviješta studiju o njegovu djelu. Napušta obitelj. Malu Ruth uzimaju k sebi Westthoffovi u Bremenu, a Clara se pripravlja na sličnu egzistenciju: beskrajna putovanja u traženju umjetničkog izraza. Kasnije se Rilke i Clara susreću povremeno. Pjesnik u kolovozu seli u Pariz, koji će tijekom idućih dvanaest godina smatrati više ili manje stalnim boravištem. 

### 1902. – 1910.
Godine 1903. u Berlinu izlazi monografija: "Rodin", kao i monografija: "Worpswede". Narušena zdravlja, od ožujka do travnja 1903. liječi se od posljedica gripe u Viareggiu. Za samo sedam dana napisao je 547 stihova ciklusa: "O siromaštvu i smrti", zapravo zadnjeg dijela "Časoslova", u kojima se već osjećaju tragovi pariških dojmova. Započinje duga epoha beskrajnih putovanja u traženju samoće. Uči danski, da bi mogao čitati Jensa Petera Jacobsena i Kierkegaarda. 
Godine 1904. Započinje pisati "Maltea", u kojemu se pariška zbilja miješa sa sjevernjačkim maštama i čežnjama. U lipnju odlazi u Kopenhagen, potom u Švedsku, kamo ga poziva ljubiteljica i propagator njegova pjesništva Ellen Key, švedska socijalistica. U doticaju s njezinim prijateljima (slikar Ernst Norlind, profesor Hans Larsson) ponovno stječe sigurnost stanovitog sporazuma s prirodom. Tek u kasnu jesen napušta Švedsku, a u prosincu posjećuje u Njemačkoj obitelj.
Nova ga bolest, u ožujku i travnju 1905., odvodi u sanatorij Weisser Hirsch kod Dresdena. Tu upoznaje groficu Luise von Schwerin, čiji krug (prirodoslovac i filozof Jacob Uexküll, novčar i književnik Karl von Heydt, gđa Alice Faehndrich) postaje i krugom višegodišnjih Rilkeovih mecena. Heydtova studija o nedavno objavljenu "Časoslovu" skreće na pjesnika pozornost čitave Njemačke. U ljeto se s Uexküllom, nakon posjeta Berlinu, Worpswedeu, Göttingenu, posvećuje izučavanju prirodnih znanosti, što ga upućuje daljnjim novim smjerom. Iznenada ga poziva Augustu Rodinu da se brine o njegovu dopisivanju te mu je 1906. skoro osam mjeseci neka vrst tajnika ili literarnog savjetnika. Rodin zahtijeva od Rilkea skoro danonoćni rad, umjesto ugovoreni dvosatni, a zbog nekontroliranog ispada ostarjeloga majstora, Rilke se vraća u Pariz. Daljnja putovanja: Belgija i Njemačka. Po tihim dvorcima i imanjima uživa potporu mecena. U kasnu jesen poziva ga Alice Faehndrich u svoju vilu na Capriju, posreduje mu "Portugalske sonete" Elizabeth Barrett-Browning, koje će Rilke kongenijalno prevesti. Za razliku od Rima, boravkom na Capriju pjesnik je očaran. Nastaje nova verzija "Korneta". U prosincu izlazi i nova, konačna verzija "Slikovnice".
U Parizu se 1907. upoznaje s Verhaerenom, Gideom, Rollandom, Vildracom, Annom de Noailles. Zahvaljujući daru berlinskog nakladnika S. Fischera novčano je neovisan pa može slobodno i mnogo raditi. Upoznaje Cezannea i njegovo slikarstvo. U prosincu izlazi prvi dio "Novih pjesama", rezultat Rilkeova naukovanja kod Rodina i Cezannea: "pjesma-stvar" i proizvodno načelo umjetnosti u "iskušanoj samoći rada"
U Parizu 1908. piše dva rekvijema: "Za jednu prijateljicu" i "Za grofa Karla von Kalckreutha". Izlazi i drugi dio "Novih pjesama".
Tijekom veljače i ožujka 1910. boravi u Leipzigu kod Kippenbergovih. "Zapisi Maltea Lauridsa Brigge", redigirani tom prigodom, izlaze u ljeto. Jedno od najznačajnijih i najslavnijih Rilkeovih djela u Europi bude smjesta prepoznato kao nezaobilaziv stup moderne proze. Neposredno potom upada u krizu stvaranja, koja će trajati dobre dvije godine, ali će se zapravo po osobnom osjećanju produžiti sve do 1922, iako piše velik broj (objavljivanih i neobjavljenih) pjesama. U travnju 1910. provodi tjedan dana u dvorcu Devin (Duino) nad Tršćanskim zaljevom, koji će uvelike odrediti daljnji smjer pisanja. Dvorac je nasljedno vlasništvo kneginje Marie Thurn und Taxis. Sastaje se s filozofom Rudolfom Kassnerom. Kneginja, Rilke i Kassner postaju nerazdruživ intelektualni krug. Koncem studenoga Rilke se s jednim društvom upućuje u Sjevernu Afriku: Alžir, Biskra, El Kantara, Kartaga, pa Tunis, Kairouan, u kojemu se u Rilkea budi izrazito zanimanje za islam.

### 1910. – 1919.
Godine 1911., nakon međupostaje u Napulju, nastavlja s putovanjem prema Kairu, pa uz Nil: Memfis i Teba, Luxor, Karnak, sve do Asuana. U veljači se razbolijeva u Kairu, a u ožujku se preko Venecije vraća u Pariz. Prevodi Guerinova "Kentaura". Clara traži rastavu, do koje ipak ne dolazi. Zahvaljujući Kippenbergovima, u Rilkea se budi zanimanje za njemačku klasiku, počinje se diviti Klopstocku, Goetheu, Kleistu. U listopadu započinje drugi boravak u Devinu, koji će potrajati punih sedam mjeseci. Koncem siječnja 1912. piše Prvu i Drugu Devinsku elegiju. Nastaje ciklus pjesama "Život Marijin", posvećen slikaru Heinrichu Vogeleru. Nekoliko pjesama iz tog ciklusa uglazbit će 1923. Paul Hindemith. U svibnju odlazi u Veneciju, u stan kneginje Thurn und Taxis. Prijateljuje s Eleonorom Duse, koju uzalud nagovara na povratak pozornici. U listopadu preko Münchena putuje u Španjolsku, potaknut El Grecovim Toledom. Posjećuje Toledo, Córdobu, Sevillu, Rondu, pa Madrid. U Rondi piše fragment kasnije Šeste Devinske elegije.
Od veljače 1913. opet je u Parizu. Jedan je od prvih koji upoznaju i ukazuju na Proustovu veličinu. Podupire Norberta von Hellingratha u radu na izdavanju Hölderlinova djela, koje ga je oduševilo i uputilo metafizici povijesti. Upoznaje mladog Werfela. U listopadu u Parizu piše Treću Devinsku elegiju. Intimna veza s pijanisticom Magdom von Hattingberg, "Benvenutom".
Godine 1914. prevodi Gideov "Povratak izgubljenog sina". Koncem veljače zajedno s Magdom von Hattingberg putuje u Berlin, ali se veza raskida. Razočaran i iscrpljen, Rilke u srpnju napušta svoj stan u Parizu. U ratnim godinama, rasprodat će se na dražbi njegov imutak: knjige, slike, pisma, nešto pokućstva i garderoba. Spise uspijeva spasiti André Gide, pa mu ih uručuje nakon rata. Prolazi "hölderlinsku" fazu iznadpolitičkog nacionalizma. U ratu padaju njegovi znanci Hellingrath, slikari Götz von Seckendorff i Franz Marc. U kolovozu i rujnu liječi se u lječilištu Irschenhausen.
Od 1915. živi u Münchenu po hotelskim sobama i pansionima. Duboko pati zbog rata. Europa mu je postala "strašnom ranom". Urođeni mu internacionalizam priječi svako austro-njemačko ratničko-domoljubno osvjedočenje. U veljači se ponovno liječi u Irschenhausenu na Isaru. U prosincu ga, posve neočekivano, pozivaju u austrijsku vojnu službu. Prolazi tri tjedna pješadijske obuke, potom slijedi prekomanda u Ratni arhiv u Beču. Zahvaljujući prijateljskim intervencijama, otpuštaju ga u lipnju. Uvelike mu pomaže prijateljskim gestama Hofmannsthal, nastanjen u blizini. U srpnju se vraća se u München.
U 1917. i 1918. sudjeluje u priredbama pacifističke ustanove "Forum". Ponovno pokušava studirati: pod utjecajem je skupine "kozmičara" iz Georgeova kruga, osobito ga privlači arheolog antike i Rima te istraživač misterija Alfred Schuler, učenik istraživača mitova J. J. Bachofena. Druži se s književnicom Herthom König. Otkriva Picassa i Kleea. Münchenska revolucija, koja ga vrlo zanima, produžuje njegov nemir, ali se ipak pokušava vratiti književnom radu. 

### 1919. – 1926.
U Njemačkoj više ne može ostati, jer nove vlasti ne izdaju dozvole boravka useljenicima nakon 1. kolovoza 1914. Poteškoće s putnicom. Austrijska mu više ne vrijedi, teškom mukom dobiva čehoslovačku, prema mjestu rođenja. U lipnju zauvijek napušta München. Seli u Švicarsku, boravi u Ženevi i Nyonu. Tijekom listopada i studenoga održava književne večeri u Zürichu, St. Gallenu, Luzernu, Bernu, pa na kraju u Winterthuru.
Za pjesnika se počinje zanimati i baselska aristokracija, pa on u Locarnu prima poziv iz obitelji Carla J. Burckhardta, povjesničara i kasnijeg ministra, te biva ugošćen najprije u Baselu, a potom na njihovu obiteljskom imanju. Od lipnja do sredine srpnja ponovno je u Veneciji, kod kneginje Thurn und Taxis. U listopadu provodi osam nezaboravnih dana u Parizu. Povratak u Švicarsku znači novu radost: Nanny Wunderly-Volkart, sestrična Wernera Reinharta, švicarskog industrijalca, posreduje mu za boravak dvorac Berg am Irchel, na pola puta između Züricha. Tu će ostati šest mjeseci.
Oduševljen Valéryevim pjesništvom prevodi 1921. "Groblje pored mora". Početak je to jednog velikog prijateljstva i uzajamnog štovanja. U svibnju mora napustiti Berg am Irchel. Seli u Etoy na Ženevskom jezeru, gdje se predaje novoj ljubavi: Baladini Klossowskoj, slikarici za čija se dva sina brine Rilke, naročito za mlađeg Balthusza. Lutajući s Baladinom kantonom Wallis, otkriva pored gradića Sierre dvorac iz 13. stoljeća, Muzot, nad dolinom rijeke Rhone. Dvorac otkupljuje mecena Werner Reinhardt, adaptira ga te ga daje Rilkeu na raspolaganje. Nakon višegodišnjih unutrašnjih i vanjskih priprava, u doista čudnu nadahnuću, Rilke u samo tri tjedna, 1922., dovršava "Devinske elegije", od kojih su samo prve četiri ranije bile definitivne, te niz od 56 "Soneta Orfeju". 
Od 1923. počinje osjećati ozbiljne zdravstvene tegobe. U ljeto i jesen putuje po Švicarskoj. Koncem godine odlazi u sanatorij Valmont na Ženevskom jezeru.
Do kraja života piše pjesme na francuskom jeziku, čitava četiri velika ciklusa. Piše i niz pjesama na njemačkom, od velikog značenja za nov obrat u pjesništvu. Dana 20. siječnja 1924. vraća se iz sanatorija u Muzot. U travnju ga posjećuje Valery. 
U Parizu 1925. doživljuje velike književničke počasti. Putuje s Baladinom Klossowskom po Francuskoj, Švicarskoj i Italiji, a koncem rujna opet je na liječenju u Ragazu. Potom se nakratko vraća u svoj usamljeni dvorac, a koncem prosinca ponovno je u sanatoriju. U studenome piše oporuku. U njoj određuje i mjesto vlastita pokopa.
Do kraja svibnja 1926. je u sanatoriju, po vlastitu osjećanju nešto poboljšana zdravlja. Velik dio ljeta provodi u Ragazu, gdje se posljednji put susreće s kneginjom, a 13. rujna i s Valeryjem na Ženevskom jezeru. Vraća se u Sierre, ali ne ide u svoj dvorac, nego u hotel "Bellevue". Berući jednom prigodom ruže Rilke se ubo na trn, što pospješuje njegovo već propalo zdravstveno stanje. Tek pošto ga 30. studenoga ponovno smještaju u Valmont, dijagnosticiraju njegovu bolest kao akutnu leukemiju. Dana 29. prosinca u 3,30 umire ispaćen i osamljen. Pokopan je 2. siječnja 1927. na malom groblju u Raronu, prema vlastitoj želji i prema vlastitim estetičkim nazorima.

## Djela

### Pjesničke zbirke
- Leben und Lieder (1894.) – Život i pjesme

- Larenopfer (1895.) – Žrtva Larima

- Traumgekrönt. Neue Gedichte (1896.) – Okrunjen snom

- Advent (1897.)

- Mir zur Feier (1899.) – Meni na slavu

- Das Stunden-Buch (1905.) – Časoslov

- Das Buch der Bilder (1902., temeljito prerađena 1906.) – Slikovnica

- Neue Gedichte (1907.) – Nove pjesme

- Der neuen Gedichte anderer Teil (1908.) – Nove pjesme, drugi dio

- Requiem (1909.)

- Das Marien-Leben (1912.) – Život Marijin

- Erste Gedichte (1913.) – Prve pjesme

- Duineser Elegien (1923.) – Devinske elegije

- Die Sonette an Orpheus (1923.) – Soneti Orfeju

Pjesme na francuskom jeziku
- Vergers (1926.)

- Les Quatrains Valaisans (1926.)

- Les Roses (1927.)

- Les Fenêtres (1927.)

### Proza
- Zwei Prager Geschichten (1899.) – Dvije praške priče

- Die Letzten (1902.) – Posljednji

- Vom lieben Gott und Anderes (1900.) – O dragom Bogu i ostalo

- Die Weise von Liebe und Tod des Cornets Christoph Rilke (1906. – prva verzija, 1912. – druga verzija) – Pjesan o ljubavi i smrti korneta Kristofa Rilkea

- Die Aufzeichnungen des Malte Laurids Brigge, Roman (1910.) – Zapisci Maltea Lauridsa Briggea

### Drame
- Jetzt und in der Stunde unseres Absterbens (1896.) – Sada i na čas smrti naše

- Im Frühfrost (1897.) – Jutarnji mraz

- Die weisse Fürstin (1898. napisana, 1904. prerađena) – Bijela kneginja

- Das tägliche Leben (1901.) – Dnevni život

### Zapisi o umjetnosti i književnosti
- Worpswede (1902.)

- Auguste Rodin (1903.)

### Rilke na hrvatskom jeziku
- Auguste Rodin, Zagreb, 1951.
- Soneti Orfeju, Zagreb, 1969.
- Arhajski torzo, Zagreb, 1979.
- Pisma mladom pjesniku, Divič, 1997.
- Duineser Elegien / Devinske elegije, Zagreb, 1998.
- Zapisci Maltea Lauridsa Briggea, Zagreb, 2008.
- Poezija i proza, Zagreb, 2001.

## Vanjske poveznice
- Knjižnice Stanfordskog sveučilišta "Sieh dir die Liebenden an" : Briefe an Valerie von David-Rhonfeld